# Antonio Lozès
Antonio Lozès (San Sebastián, 19 maggio 1905 – 1945) è stato un calciatore francese, di ruolo portiere.